# Mix Anker
Marie Elisabeth "Mix" Anker (født Bojsen i 1842, Sjælland, død 1892) var en dansk skolekvinde. Hun var højskolemor på Norges første folkehøjskole, Sagatun.
Hun var datter af pastor Frits Bojsen, en af N.F.S. Grundtvigs nærmeste venner og disciple. Hun blev forlovet med den norske student Herman Anker i 1861, og efter brylluppet i 1864 rejste de til Hamar for (sammen med Olaus Arvesen) at grundlægge Sagatun Folkehøyskole. Denne skole blev et vigtigt centrum for skandinavisk samfølelse og folkelig og religiøst åndsliv, og Mix Anker spillede en vigtig rolle i dette.
Bjørnstjerne Bjørnson sagde om hende i talen ved afsløringen af bautasten over Mix og Herman Anker ved Sagatun:
"Om jeg idag kunne male et billede av opplysningenes engel, ikke vitenskapens, den er strengere, den har det attiske ved seg – men den opplysningens engel som er formidlingen mellom vitenskapen og livet, dens kvinnelige del, den som går til fantasien og hjertet og som ut fra disse skaper karakter, den lysende engel med de fakkelbærende øyne – jeg tok henne. Aldri har jeg sett noe fagrere."

Fra 1873 drev Arvesen folkehøjskolen på egen hånd, men Mix Anker fortsatte med at have indflydelse på norsk åndsliv. Hun var nær ven med flere centrale Venstre-politikere som Wollert Konow, Viggo Ullmann, Vilhelm Wexelsen og særligt Johan Castberg, og sidstnævnte blev også gift med hendes ældste datter Karen i 1892.